# Zubaira Tukhugov
Zubaira Tukhugov (Grozny, 15 de janeiro de 1991) é um lutador russo de artes marciais mistas, atualmente competindo no peso pena do Ultimate Fighting Championship.

## Carreira no MMA

### Ultimate Fighting Championship
Em dezembro de 2013, foi anunciado que Tukhugov havia assinado contrato com o UFC e estava marcado para fazer sua estreia contra Thiago Tavares em 15 de fevereiro de 2014 no UFC Fight Night: Machida vs. Mousasi. Entretanto, Tavares teve que se retirar da luta devido a uma lesão, e foi substituído pelo estreante Douglas Silva de Andrade. Tukhugov dominou a luta e venceu por decisão unânime.
Tukhugov enfrentou Ernest Chavez em m 4 de outubro de 2014 no UFC Fight Night: Nelson vs. Story. Ele venceu por nocaute técnico no primeiro round.
Tukhugov enfrentou Phillipe Nover em 10 de dezembro de 2015 no UFC Fight Night: Namajunas vs. VanZant. Ele venceu por decisão dividida.
Tukhugov em seguida enfrentou Renato Moicano em 14 de maio de 2016 no UFC 198: Werdum vs. Miocic.  Tukhogov perdeu por decisão dividida.
Tukhugov era esperado para enfrentar Tiago Trator em 9 de dezembro de 2016 no UFC Fight Night: Lewis vs. Abdurakhimov. Entretanto, em 14 de novembro, Tukhugov foi retirado do card após ser notificado pela USADA (Agência Anti-Doping) sobre uma possível violação no teste anti-doping. Em fevereiro de 2018, foi anunciado que Tukhugov havia recebido uma suspensão de dois anos e havia sido multado em $10.000 dólares.
Tukhugov era esperado para enfrentar Artem Lobov em 27 de outubro de 2018 no UFC Fight Night: Volkan vs. Smith. Entretanto, Tukhugov foi removido do card devido a sua participação na briga generalizada envolvendo seu companheiro de equipe Khabib Nurmagomedov no UFC 229: Khabib vs. McGregor.
Após três anos sem lutar, Tukhugov retornou para enfrentar Lerone Murphy em 7 de setembro de 2019 no UFC 242: Khabib vs. Poirier. A luta terminou empatada.
Tukhugov enfrentou Kevin Aguilar em 22 de fevereiro de 2020 no UFC Fight Night: Felder vs. Hooker. Ele venceu por nocaute técnico no primeiro round.

## Incidente no UFC 229
No UFC 229, Khabib Nurmagomedov pulou a grade do octógono após a vitória e foi pra cima do treinador de Jiu-Jitsu de Conor McGregor, Dillon Danis. Em seguida, McGregor e o primo de Khabib Abubakar Nurmagomedov tentaram sair do octógono, mas uma briga se formou entre os dois após McGregor acertar Abubakar com um soco de esquerda, que logo em seguida revidou com socos. Vendo isso, Tukhgov pulou a grade para dentro do octógono e acertou McGregor com socos pelas costas antes de ser contido pelos seguranças. Em 29 de janeiro de 2019, a NSAC  (Comissão Atlética do Estado de Nevada) anunciou um ano de suspensão para Tukhugov, (valendo a partir de 6 de outubro de 2018) e uma multa de $25.000 dólares

## Cartel no MMA
| Cartel no MMA   |             |            |
| 26 lutas        | 20 vitórias | 5 derrotas |
| Por nocaute     | 7           | 1          |
| Por finalização | 1           | 1          |
| Por decisão     | 12          | 3          |
| Empates         | 1           | 1          |

| Res.    | Cartel | Oponente                 | Método                               | Evento                                      | Data       | Round | Tempo | Local             | Notas                                                                                 |
| ------- | ------ | ------------------------ | ------------------------------------ | ------------------------------------------- | ---------- | ----- | ----- | ----------------- | ------------------------------------------------------------------------------------- |
| Vitória | 20-5-1 | Ricardo Ramos            | Decisão (unânime)                    | UFC 267: Blachowicz vs. Teixeira            | 30/10/2021 | 3     | 5:00  | Abu Dhabi         |                                                                                       |
| Derrota | 19-5-1 | Hakeem Dawodu            | Decisão (dividida)                   | UFC 253: Adesanya vs. Costa                 | 26/09/2020 | 3     | 5:00  | Abu Dhabi         | Tukhugov não bateu o peso.                                                            |
| Vitória | 19-4-1 | Kevin Aguilar            | Nocaute Técnico (socos)              | UFC Fight Night: Felder vs. Hooker          | 22/02/2020 | 1     | 3:21  | Auckland          |                                                                                       |
| Empate  | 18-4-1 | Lerone Murphy            | Empate (dividido)                    | UFC 242: Khabib vs. Poirier                 | 07/09/2019 | 3     | 5:00  | Abu Dhabi         |                                                                                       |
| Derrota | 18-4   | Renato Moicano           | Decisão (dividida)                   | UFC 198: Werdum vs. Miocic                  | 14/05/2016 | 3     | 5:00  | Curitiba, Paraná  |                                                                                       |
| Vitória | 18-3   | Phillipe Nover           | Decisão (dividida)                   | UFC Fight Night: Namajunas vs. VanZant      | 10/12/2015 | 3     | 5:00  | Las Vegas, Nevada |                                                                                       |
| Vitória | 17-3   | Ernest Chavez            | Nocaute Técnico (socos)              | UFC Fight Night: Nelson vs. Story           | 04/10/2014 | 1     | 4:21  | Estocolmo         |                                                                                       |
| Vitória | 16-3   | Douglas Silva de Andrade | Decisão (unânime)                    | UFC Fight Night: Machida vs. Mousasi        | 15/02/2014 | 3     | 5:00  | Jaraguá do Sul    | Estreia no UFC.                                                                       |
| Vitória | 15-3   | Vaso Bakočević           | Nocaute (chute rodado)               | Fight Nights - Battle of Moscow 13          | 26/10/2013 | 1     | 4:30  | Moscou            | Estreia nos Penas.                                                                    |
| Vitória | 14-3   | Denys Pidnebesnyi        | Decisão (unânime)                    | CWFC 58                                     | 24/08/2013 | 3     | 5:00  | Grozny            |                                                                                       |
| Vitória | 13-3   | Kuat Khamitov            | Decisão (dividida)                   | Alash Pride - Great Battle                  | 30/03/2013 | 2     | 5:00  | Almaty            |                                                                                       |
| Vitória | 12-3   | Harun Kina               | Nocaute Técnico (socos)              | Fight Nights - Battle of Moscow 10          | 23/02/2013 | 1     | 2:30  | Moscou            |                                                                                       |
| Vitória | 11-3   | Romano De Los Reyes      | Decisão (unânime)                    | Fight Nights - Battle of Moscow 8           | 03/11/2012 | 2     | 5:00  | Moscou            |                                                                                       |
| Vitória | 10-3   | Anatoliy Pokrovsky       | Decisão (unânime)                    | League S-70: Russian Championship Finals    | 11/08/2012 | 1     | 1:43  | Sochi             |                                                                                       |
| Derrota | 9-3    | Akhmet Aliev             | Nocaute (chute na cabeça)            | League S-70: Russian Championship SF        | 25/05/2012 | 1     | 3:19  | Moscou            |                                                                                       |
| Vitória | 9-2    | Ivan Lapin               | Decisão (dividida)                   | League S-70: Russian Championship 3rd Round | 06/04/2012 | 3     | 5:00  | Moscou            | Volta aos Leves.                                                                      |
| Vitória | 8-2    | Risim Mislimov           | Decisão (unânime)                    | MMA Corona Cup 20                           | 17/02/2012 | 3     | 5:00  | Moscou            | Estreia nos Meio-Médios.                                                              |
| Derrota | 7-2    | Anton Telepnev           | Decisão (dividida)                   | ProFC 22                                    | 17/12/2010 | 3     | 5:00  | Rostov            |                                                                                       |
| Vitória | 7-1    | Murad Abdulaev           | Nocaute Técnico (interrupção médica) | ProFC - Russia Cup Stage 1                  | 13/11/2010 | 1     | 5:00  | Taganrog          | Final do torneio dos leves da Russia Cup.                                             |
| Vitória | 6-1    | Rasul Shovhalov          | Decisão (unânime)                    | ProFC - Russia Cup Stage 1                  | 13/11/2010 | 2     | 5:00  | Taganrog          | Semifinal do torneio dos leves da Russia Cup.                                         |
| Derrota | 5-1    | Murad Machaev            | Finalização (mata leão)              | Fight Nights - Battle of Moscow 1           | 05/06/2010 | 1     | 1:17  | Moscou            | Final do torneio dos leves do Battle of Moscow.                                       |
| Vitória | 5-0    | Danil Turinghe           | Nocaute Técnico (socos)              | Fight Nights - Battle of Moscow 1           | 05/06/2010 | 1     | 1:26  | Moscou            | Semifinal do torneio dos leves do Battle of Moscow.                                   |
| Vitória | 4-0    | Evgeniy Slonskiy         | Decisão (unânime)                    | ProFC - Commonwealth Cup                    | 23/04/2010 | 2     | 5:00  | Moscou            |                                                                                       |
| Vitória | 3-0    | Viktor Finagin           | Finalização (mata leão)              | Pankration Atrium Cup 2                     | 10/03/2010 | 2     | N/A   | Moscou            | Final do torneio dos leves do Pankration Atrium Cup 2.                                |
| Win     | 2-0    | Roman Markovich          | Decisão (unânime)                    | Pankration Atrium Cup 2                     | 10/03/2010 | 3     | 5:00  | Moscou            | Semifinal do torneio dos leves do Pankration Atrium Cup 2..                           |
| Vitória | 1-0    | Isa Musaev               | Decisão (unânime)                    | Pankration Atrium Cup 2                     | 10/03/2010 | 3     | 5:00  | Moscou            | Estreia nos Leves; Round de abertura do torneio dos leves do Pankration Atrium Cup 2. |